# Urca de Lima
Urca de Lima es un naufragio español (se hundió en 1715) cerca de Fort Pierce, Florida, Estados Unidos. Formó parte de la Flota de Indias de 1715, una de las flotas del tesoro españolas que navegaban entre España y sus colonias en las Américas. El pecio se encuentra al norte de Fort Pierce Inlet, a 200 metros de la costa del parque Jack Island. Se convirtió en la primera Reserva Arqueológica Subacuática de Florida cuando fue inaugurada en 1987. Posteriormente, el 31 de mayo de 2001, se incorporó al Registro Nacional de Lugares Históricos de Estados Unidos.

## Descripción y nombres
El nombre original del barco fue Santísima Trinidad. Su apodo, Urca de Lima, deriva del término español urca para buques de carga y de su propietario Miguel de Lima y Melo. Otro nombre que se utiliza en algunas fuentes históricas es Nao de Refuerzo. Este nombre podría indicar que fue reforzado para viajar a través del Atlántico. Fue un buque mercante holandés de 305 toneladas, utilizado por los españoles para el transporte de mercancías entre España y sus colonias en las Américas.

## Hundimiento
En 1712, el Urca de Lima pertenecía a una flota de ocho barcos bajo el mando de Juan Esteban de Ubilla, que navegaba desde España a América para buscar bienes y lingotes de metales preciosos muy necesarios. La flota llegó a Veracruz en diciembre y, debido a varios problemas políticos y logísticos, no se fue hasta la primavera de 1715. En enero de 1715, Ubilla ascendió a Miguel de Lima a capitán del Urca de Lima y, el barco consiguió nuevos mástiles y una limpieza del casco. Algunos de los barcos más pequeños de la flota fueron desguazados en piezas para preparar al resto para cruzar el Atlántico. En mayo del mismo año, los cuatro barcos restantes (Nuestra Señora de la Regla «Capitana», Almiranta, San Cristóbal de La Habana y Santísima Trinidad) zarparon finalmente hacia La Habana. Tras un viaje difícil, llegaron a principios de julio.
Después de realizar reparaciones y algún retraso adicional, la flota de Ubilla partió de La Habana el 24 de julio para dirigirse a Cádiz, España. La flota había sido aumentada con otros seis barcos españoles, bajo el mando de Antonio de Echeverez y el barco francés El Grifón para protegerlos de los piratas. Los barcos españoles transportaban diversas mercancías de América y de Asia del Este (vía México), una gran cantidad de lingotes de oro y unos 14 millones de pesos de plata. El Urca de Lima, sin embargo, no llevaba oro ni plata para la corona española, sino sobre todo productos como pieles de vaca, chocolate, sasafrás, incienso y vainilla. Adicionalmente, también llevaba unos cofres privados con plata. Pocos días después de salir de La Habana, la flota se encontró con un huracán que llevó a los barcos hacia la costa de Florida y, finalmente hundió o encalló todos los barcos menos uno. El barco francés El Grifón, que navegó por delante del resto y escapó sin conocer el destino del resto de la flota. Más de la mitad de los 2000 hombres de la flota, incluyendo a Ubilla y Echeverez, murieron en la tormenta y, algunos de los supervivientes murieron más tarde de hambre, lesiones y enfermedades. Al Urca de Lima le fue mejor que al resto de barcos españoles, ya que se las arregló para entrar en la ensenada de un río cerca de Fort Pierce, donde quedó varado contra un banco de arena, aunque con el casco intacto. Debido a esto, la mayor parte de su carga y víveres no se perdieron y, ayudaron a alimentar a los supervivientes en los días posteriores a la tormenta.
El Almirante Francisco Salmón organizó a los supervivientes en la playa, quien más tarde supervisó las operaciones de salvamento que continuaron hasta abril del año siguiente. Unos cuantos hombres viajaron al norte en un pequeño bote recuperado de los restos de la flota. En una semana llegaron a San Agustín e informaron a las autoridades españolas sobre la pérdida de la flota del tesoro de 1715. A finales de agosto, los barcos de salvamento de La Habana llegaron al lugar del hundimiento. Después de recuperar la carga del Urca de Lima, fue quemado hasta la línea de flotación para ocultar su posición a los piratas y corsarios de otras naciones, que también se habían percatado del naufragio de la flota del tesoro. En diciembre, los piratas Henry Jennings y Charles Vane capturaron un barco de correo español y obtuvieron la posición exacta del principal campamento de salvamento español y, del Urca de Lima de su capitán Pedro de la Vega. Asaltaron el campamento con gran predominio y Salmón no tuvo más remedio que entregar el resto del tesoro recuperado que aún permanecía en el campamento. Los piratas se llevaron unas 87.500 libras de oro y plata.

## Descubrimiento del naufragio
El naufragio fue descubierto en 1928 por William J. Beach, cerca de la costa de Fort Pierce. Sin embargo, la desembocadura del río en la que originalmente encalló el Urca de Lima ya no existía debido a los cambios en la línea costera. En 1932, el ayuntamiento emitió el primer permiso para realizar una operación de salvamento. El último permiso se concedió en 1983 y 1984. Sin embargo, los resultados de esas operaciones de salvamento fueron bastante escasos, ya que los españoles recuperaron la mayor parte de la carga en 1715. Solo se recuperaron un lingote de plata, dos cuñas de plata y algunos cañones. El ayuntamiento decidió convertir el pecio en una reserva arqueológica. Para ello, los arqueólogos examinaron y cartografiaron el pecio en 1985 y, en 1987 se inauguró la primera reserva arqueológica subacuática de Florida. Fue el primero de los llamados Museos en el mar . En 2001, el naufragio también se incluyó en el Registro Nacional de Lugares Históricos.

## En la cultura popular
El Urca de Lima se menciona en la serie de televisión Black Sails (2014) como el principal tesoro que buscan los piratas. Como la serie está diseñada como una precuela de La isla del Tesoro de Robert Louis Stevenson, la carga del Urca de Lima finalmente se convierte en la base del tesoro enterrado en la Isla del Tesoro por el capitán Flint.